# Jastrowie
Jastrowie (udtale: [jasˈtrɔvʲɛ]; tysk: Jastrow) er en by i den nordligste del af  voivodskabet Storpolen i  den vestlige centrale del af Polen. Byen   har 8.344(2021) indbyggere og et areal på 72,27 km², og er en del af  powiatet Złotów. Byen ligger ved floddalen til  Gwda, ved bækken  Osoka.

## Historie
Jastrowie var et af de sydligste centre for den vestslaviske stamme Pomoranere. Området blev en del af den nye polske stat under dens første historiske hersker, Mieszko 1. i det 10. århundrede. I begyndelsen af det 14. århundrede tilhørte det Ujście kastellanat. Jastrowie var en kongelig landsby i Kongeriget Polen, administrativt beliggende i Powiatet Poznań  i Poznań voivodskab i Storpolen i Kongeriget Polens krone. Den 5. maj 1602 modtog Jastrowie stadsret  af Piotr Potulicki og bekræftet af kong Sigismund 3. Vasa.
Protestantisme blev indført i 1587, da den katolske præst konverterede, og i 1600 blev den gamle kirke revet ned og erstattet af en ny bygning. Protestanterne kunne dog kun beholde den tidligere katolske sognekirke indtil 1619, fordi prædikanten Martin Goldbach det år konverterede til katolicismen, hvorefter kirken blev returneret til katolikkerne.
I det 17. århundrede udviklede byen sig hurtigt. Nye bosættere ankom, inklusive tyskere fra Pommern, skotter og jøder.
Efter Polens første deling blev byen annekteret af Kongeriget Preussen. Foreløbig gik lutheranerne til gudstjenesterne i de nærliggende pommerske landsbyer Zamborst og Flederborn, men fik senere - efter 1773 - deres kirke med støtte fra den preussiske regering. En af de vigtigste flugtveje for overlevende oprørere fra den polske novemberopstand fra det opdelte Polen,  førte gennem byen.